# 陈斌华
陈斌华（1972年9月—），福建省漳州市诏安县人。中国共产党党员，中华人民共和国政治人物、记者。2023年11月起担任中共中央台湾工作办公室宣传局局长、国务院台湾事务办公室新闻局局长、新闻发言人。

## 生平
陈斌华毕业于厦门大学中文系，1993年成為新华社记者，主要從事两岸關係新闻採訪，曾是中國大陆首批驻台灣记者，2001年至2015年間数十次到台湾驻点采访。他以記者身份親歷過澳門主權移交、2005年連胡會、2015年馬習會等事件。2002年至2005年就讀於北京大学新闻与传播学院傳播學研究生課程班（在職研究生）。2016年4月，陈斌华離開新華社轉到中共中央台办工作，後來出任中共中央台办经济局副局长。2023年6月1日，出任中共中央台办宣传局副局长兼新闻局副局长。9月13日，陈斌华首度主持中共中央台办发布会。11月10日升任中共中央台办宣传局局长兼新闻局局长。

## 著作
- 駐點台灣：大陸首批駐台記者手記[5]
- 親歷台灣『大選』[5]
- 自在台灣－－一個大陸人的十年行旅[5]